# Ein Hauptgewinn für Papa
Ein Hauptgewinn für Papa ist ein deutscher Fernsehfilm von Bodo Fürneisen aus dem Jahr 2006, der im Auftrag für Das Erste produziert wurde.

## Handlung
Der Astrophysiker Dr. Peter Grainernapp erhält als Gewinner eines Kreuzworträtsel-Wettbewerbs ein rotes Cabrio. Während die Kinder des alleinerziehenden Vaters begeistert über das Traumauto sind, will Grainernapp den Wagen verkaufen. Bei der Arbeit hat er ein Auge auf seine Kollegin Anja Lohse geworfen, während die Bürgermeisterreferentin Xenia Teschmacher stets dazwischenfunkt. Zwei Geldgeber sind an dem Patent für das hochentwickelte Teleskop interessiert. Schließlich, als der Forschungsminister vorbeischaut, erklärt Grainernapp die Forschung für gesichert, da ein Geldbetrag geflossen ist. Letztlich war es der Betrag, den er für den Verkauf des Autos erhalten hat. Zum Schluss gestehen sich Lohse und Grainernapp ihre Liebe zueinander.

## Hintergrund
Ein Hauptgewinn für Papa wurde vom 1. Juli 2004 bis zum 3. August 2004 an Schauplätzen in Potsdam und Umgebung gedreht. Der Film wurde von der Antaeus Film GmbH produziert.

## Kritik
Für die Kritiker der Fernsehzeitschrift TV Spielfilm war Ein Hauptgewinn für Papa eine „Niete für den Zuschauer“. Sie gaben dem Film die schlechteste Wertung, indem sie mit dem Daumen nach unten zeigten.